# فريتز البرتي
فريتز البرتي (بالألمانية: Fritz Alberti)‏ (و. 1877 – 1954 م) هو مؤدي أصوات، وممثل أفلام ألماني، ولد في هاناو، كان عضوًا في الحزب النازي، توفي في برلين، عن عمر يناهز 77 عاماً.

## وصلات خارجية
- فريتز البرتي على موقع IMDb (الإنجليزية)
- فريتز البرتي على موقع ألو سيني (الفرنسية)
- فريتز البرتي على موقع أول موفي (الإنجليزية)
- فريتز البرتي على موقع قاعدة بيانات الأفلام السويدية (السويدية)
- فريتز البرتي على موقع قاعدة بيانات الفيلم (الإنجليزية)
- فريتز البرتي على موقع كينوبويسك (الروسية)